# داندا (ترقيم)

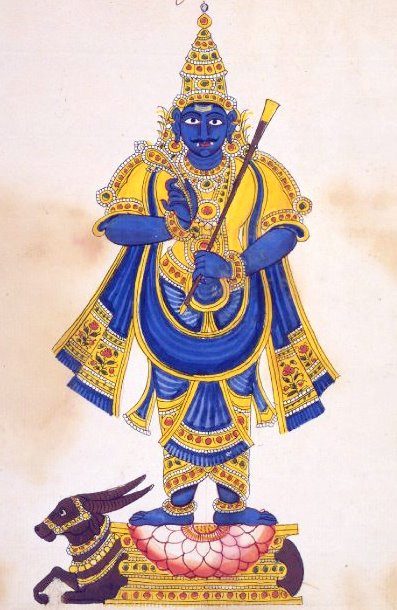

الداندا بالسنسكريتية تعني العصا وتطلق على علامة ترقيم في خط الديوناكري تدل على نهاية الجملة.
في الكتابة ال‍سنهالية كانت تستعمل علامة ال‍كونداليا "෴".